# Palaeoborus
Palaeoborus — викопний рід хижих птахів родини яструбових (Accipitridae), що існував в Північній Америці у ранньому міоцені. Викопні рештки птаха знайдено у Південній Дакоті.

## Види
- Palaeoborus howardae (Wetmore 1936)
- Palaeoborus rosatus (Miller and Compton 1939)
- Palaeoborus umbrosus (Cope 1874)